# Cantharellus garnierii
Espèce
Cantharellus garnierii est une espèce de Chanterelle du genre Cantharellus provenant des maquis miniers nickélifères de Nouvelle-Calédonie.
C’est un champignon comestible[réf. nécessaire].